# Amigdalina
L'amigdalina (del grec:ἀμυγδάλη, amygdálē ametlla), C20H27NO11, és un glucòsid present en el fruit de l'ametller amarg (Prunus dulcis) i en proporcions variables en moltes llavors d'espècies de la família de les rosàcies, incloent els pinyols de l'albercoc (Prunus armeniaca), les llavors de poma, els pinyols de les cireres i de la cirera americana (Prunus serotina). S'utilitza en perfumeria en forma d'essència d'ametlles amargues. L'amigdalina s'extreu de tortó d'ametlles o pinyols d'albercocs en bullir-los amb etanol; afegint-hi èter dietil el producte cristal·litza.
Pierre-Jean Robiquet i A. F. Boutron-Charlard el 1830 van ser els primers d'aïllar l'essència. Per hidròlisi, Liebig i Wöhler el 1830 van idenificar tres components: sucre, àcid cianhídric i benzaldehid.
Sense cap fonament científic, en la medicina alternativa a la dècada dels anys 1950 una forma modificada d'amigdalina es propugnà contra el càncer amb el nom de «Laetrile» o amb el nom fantasiós de «vitamina B17». No és ni una vitamina, ja què no té cap paper essencial en el metabolisme humà, ni un medicina, ja que no té cap efecte positiu en la salut i estudis seriosos han demostrat que és potencialment tòxica. En concentracions elevades, pot causar enverinament per la presència d'àcid cianhídric. Se sap que 1 gram d'amigdalina allibera 59 mil·ligrams d'HCN.